# William F. Buckley Jr.
William Frank Buckley Jr. (nar. William Francis Buckley; 24. listopadu 1925 New York – 27. února 2008 Stamford) byl známý americký konzervativní komentátor veřejného a politického života, publicista a spisovatel. V roce 1955 založil National Review, časopis, který stimuloval americké konzervativní hnutí konce 20. století. Buckley moderoval 1429 epizod veřejně politického televizního diskuzního pořadu Firing Line (1966–1999). Byla to nejdéle vysílaná veřejně politická TV show s jedním moderátorem v historii americké televize. Buckley proslul svým velmi specifickým idiolektem a obrovskou slovní zásobou a schopností formulovat myšlenky neotřelým způsobem.
Buckley napsal více než padesát knih na různá témata. Psal o literatuře, historii, politice a také o námořním plachtění. Napsal sérii novel, v níž figuruje jako hlavní postava Blackford Oakes, fiktivní agent CIA. Buckley také psal pravidelný sloupek, publikovaný ve Spojených státech v celonárodních novinách.
Sám sebe Buckley nazýval buď libertariánem, nebo konzervativcem. George H. Nash, historik moderního amerického konzervativního hnutí, řekl v roce 2008, že Buckley byl „nepochybně nejvýznamnějším veřejně známým intelektuálem ve Spojených státech v uplynulé polovině století. Po celou generaci byl hlasem amerického konzervatismu a jeho první velkou ekumenickou postavou.“ Buckleyho primárním příspěvkem politice byla fúze tradičního konzervatismu a klasického liberalismu, která položila základy k velkému posunu doprava v americké Republikánské straně, představovanému senátorem Barrym Goldwaterem a prezidentem Ronaldem Reaganem.